# 阪神高速道路公団
阪神高速道路公団（はんしんこうそくどうろこうだん）は、かつて存在した特殊法人。阪神高速道路公団法により1962年5月1日設立され、阪神高速道路を建設・管理していたが、2005年9月30日日本道路公団等民営化関係法施行法により解散。業務は日本高速道路保有・債務返済機構ならびに阪神高速道路株式会社に引き継がれた。

シンボルマーク

## 概要

### 業務
国土交通大臣から指示された基本計画にしたがって、都市計画に定められた有料の自動車専用道路の建設・管理をおこなった。
基本計画とは、具体的には　(1) 路線名及び管理の区間　(2) 車線数　(3) 設計速度　(4) 連結位置及び連結予定施設　(5) 新設に関する工事に要する費用の概算額　(6) その他必要な基本的事項　をいう（法施行令）。
公団は、これらをふまえて策定した工事実施計画書や料金及び料金の徴収期間につき、あらためて国土交通大臣の認可をうけ、建設・管理した。

### 財務及び会計
公団は事業年度毎に国土交通大臣から、予算等の認可、財務諸表の承認をうけた。一方、資金の借入のほか、阪神高速道路債券の発行をおこない、政府の貸付や債券引受、さらには債務保証も認められた。公団に出資する地方公共団体からは、建設費の補助がなされた。平成15年度末の資産合計は3.9兆円、負債合計は3.8兆円とされている。